# Tomáš Nemčík
Tomáš Nemčík (Žilina, 19 aprile 2001) è un calciatore slovacco, difensore del Rosenborg.

## Carriera

### Club
Cresciuto nel settore giovanile dello Žilina, esordisce in prima squadra il 24 ottobre 2020, disputando l'incontro di Superliga perso per 2-1 contro il Ružomberok. Realizza la sua prima rete nella massima divisione slovacca il 19 febbraio 2022, nella vittoria per 2-1 sullo Zemplín Michalovce.

### Nazionale
Ha rappresentato le nazionali giovanili slovacche Under-16, Under-19 ed Under-21.
Viene convocato per la prima volta in nazionale maggiore dal CT Francesco Calzona, in occasione delle due gare di qualificazione al campionato europeo di calcio 2024 del giugno 2023 contro Islanda e Liechtenstein.

## Statistiche

### Presenze e reti nei club
Statistiche aggiornate al 13 agosto 2022.
| Stagione        | Squadra         | Campionato      | Campionato | Campionato | Coppe nazionali | Coppe nazionali | Coppe nazionali | Coppe continentali | Coppe continentali | Coppe continentali | Altre coppe | Altre coppe | Altre coppe | Totale | Totale |
| Stagione        | Squadra         | Comp            | Pres       | Reti       | Comp            | Pres            | Reti            | Comp               | Pres               | Reti               | Comp        | Pres        | Reti        | Pres   | Reti   |
| --------------- | --------------- | --------------- | ---------- | ---------- | --------------- | --------------- | --------------- | ------------------ | ------------------ | ------------------ | ----------- | ----------- | ----------- | ------ | ------ |
| 2018-2019       | Žilina II       | 1L              | 2          | 0          |                 | -               | -               |                    | -                  | -                  |             | -           | -           | 2      | 0      |
| 2019-2020       | Žilina II       | 1L              | 3          | 0          |                 | -               | -               |                    | -                  | -                  |             | -           | -           | 3      | 0      |
| 2020-2021       | Žilina II       | 1L              | 18         | 0          |                 | -               | -               |                    | -                  | -                  |             | -           | -           | 18     | 0      |
| 2021-2022       | Žilina II       | 1L              | 3          | 1          |                 | -               | -               |                    | -                  | -                  |             | -           | -           | 3      | 1      |
| 2020-2021       | Žilina          | SL              | 3          | 0          | CS              | 4               | 0               | UEL                | 0                  | 0                  |             | -           | -           | 7      | 0      |
| 2021-2022       | Žilina          | SL              | 22         | 1          | CS              | 2               | 0               | UECL               | 0                  | 0                  |             | -           | -           | 24     | 1      |
| 2022-2023       | Žilina          | SL              | 2          | 0          | CS              | 0               | 0               |                    | -                  | -                  |             | -           | -           | 2      | 0      |
| Totale carriera | Totale carriera | Totale carriera | 53         | 2          |                 | 6               | 0               |                    | 0                  | 0                  |             | -           | -           | 59     | 2      |